# Tres lecciones de amor
Tres lecciones de amor é um filme mexicano lançado em 8 de janeiro de 1959, dirigido por Fernando Cortés e produzido por Roberto Gómez Bolaños.

## Elenco
- Carlos Agostí
- Rosa Arenas
- Antonio Brillas
- Manuel Casanueva
- David Castañeda
- Marcelo Chávez
- Mapita Cortés
- Blanca de Castejón
- Ernesto Finance
- Armando Gutiérrez
- Leonor Gómez